# Amphipterygium amplifolium
Amphipterygium amplifolium är en sumakväxtart som först beskrevs av Hemsl. & Rose, och fick sitt nu gällande namn av Hemsl. & Rose och Standley. Amphipterygium amplifolium ingår i släktet Amphipterygium och familjen sumakväxter. Inga underarter finns listade i Catalogue of Life.